# Кубок Футбольной лиги 1969/1970
Кубок Футбольной лиги 1969/70 (англ. 1969–70 Football League Cup) стал девятым розыгрышем Кубка Футбольной лиги, клубного турнира на выбывание для английских и валлийских футбольных клубов, выступавших в Футбольной лиге Англии. Турнир прошёл с 12 августа 1969 года по 7 марта 1970 года.
Это был первый сезон Кубка Футбольной лиги, в котором приняли участие все 92 команды, входившие в состав Футбольной лиги Англии.

## Первый раунд

### Матчи
| Дата            | Хозяева                    | Счёт | Гости            | Зрители |
| --------------- | -------------------------- | ---- | ---------------- | ------- |
| 12 августа 1969 | Брэдфорд Парк Авеню        | 0:2  | Ротерем Юнайтед  | 3980    |
| 12 августа 1969 | Ньюпорт Каунти             | 2:3  | Суонси Сити      | 3824    |
| 12 августа 1969 | Сканторп Юнайтед           | 0:2  | Хартлпул Юнайтед | 2800    |
| 12 августа 1969 | Саутенд Юнайтед            | 2:2  | Брентфорд        | 9356    |
| 13 августа 1969 | Олдершот                   | 0:1  | Джиллингем       | 5179    |
| 13 августа 1969 | Барнсли                    | 0:1  | Галифакс Таун    | 9546    |
| 13 августа 1969 | Болтон Уондерерс           | 6:3  | Рочдейл          | 10 057  |
| 13 августа 1969 | Борнмут энд Боском Атлетик | 3:0  | Бристоль Роверс  | 7478    |
| 13 августа 1969 | Брэдфорд Сити              | 1:1  | Честерфилд       | 6449    |
| 13 августа 1969 | Брайтон энд Хоув Альбион   | 1:0  | Портсмут         | 19 787  |
| 13 августа 1969 | Честер                     | 1:2  | Астон Вилла      | 10 510  |
| 13 августа 1969 | Колчестер Юнайтед          | 1:1  | Рединг           | 5165    |
| 13 августа 1969 | Кру Александра             | 0:0  | Рексем           | 4948    |
| 13 августа 1969 | Дарлингтон                 | 3:0  | Йорк Сити        | 3953    |
| 13 августа 1969 | Эксетер Сити               | 1:1  | Бристоль Сити    | 8003    |
| 13 августа 1969 | Гримсби Таун               | 0:2  | Донкастер Роверс | 6243    |
| 13 августа 1969 | Мансфилд Таун              | 3:1  | Ноттс Каунти     | 6727    |
| 13 августа 1969 | Ориент                     | 0:0  | Фулхэм           | 8676    |
| 13 августа 1969 | Оксфорд Юнайтед            | 2:0  | Нортгемптон Таун | 7158    |
| 13 августа 1969 | Питерборо Юнайтед          | 1:1  | Лутон Таун       | 10 249  |
| 13 августа 1969 | Плимут Аргайл              | 2:2  | Торки Юнайтед    | 15 199  |
| 13 августа 1969 | Порт Вейл                  | 0:1  | Транмир Роверс   | 4955    |
| 13 августа 1969 | Престон Норт Энд           | 0:1  | Бери             | 9021    |
| 13 августа 1969 | Шрусбери Таун              | 1:0  | Уолсолл          | 6971    |
| 13 августа 1969 | Саутпорт                   | 5:1  | Олдем Атлетик    | 2873    |
| 13 августа 1969 | Стокпорт Каунти            | 0:2  | Блэкберн Роверс  | 5925    |
| 13 августа 1969 | Уотфорд                    | 2:1  | Линкольн Сити    | 10 086  |
| 13 августа 1969 | Уэркингтон                 | 0:0  | Барроу           | 3969    |

### Переигровки
| Хозяева       | Счёт | Гости             | Дата            |
| ------------- | ---- | ----------------- | --------------- |
| Барроу        | 3:1  | Уэркингтон        | 18 августа 1969 |
| Брентфорд     | 0:0  | Саутенд Юнайтед   | 18 августа 1969 |
| Бристоль Сити | 3:2  | Эксетер Сити      | 19 августа 1969 |
| Честерфилд    | 0:1  | Брэдфорд Сити     | 20 августа 1969 |
| Фулхэм        | 3:1  | Лейтон Ориент     | 18 августа 1969 |
| Лутон Таун    | 5:2  | Питерборо Юнайтед | 19 августа 1969 |
| Рединг        | 0:3  | Колчестер Юнайтед | 20 августа 1969 |
| Торки Юнайтед | 1:0  | Плимут Аргайл     | 20 августа 1969 |
| Рексем        | 1:0  | Кру Александра    | 18 августа 1969 |

### Вторая переигровка
| Хозяева   | Счёт | Гости           | Дата            |
| --------- | ---- | --------------- | --------------- |
| Брентфорд | 2:3  | Саутенд Юнайтед | 21 августа 1969 |

## Второй раунд

### Матчи
| Хозяева                  | Счёт | Гости                      | Дата            |
| ------------------------ | ---- | -------------------------- | --------------- |
| Астон Вилла              | 1:2  | Вест Бромвич Альбион       | 3 сентября 1969 |
| Барроу                   | 1:2  | Ноттингем Форест           | 3 сентября 1969 |
| Блэкберн Роверс          | 4:2  | Донкастер Роверс           | 3 сентября 1969 |
| Блэкпул                  | 3:1  | Джиллингем                 | 3 сентября 1969 |
| Болтон Уондерерс         | 0:0  | Ротерем Юнайтед            | 3 сентября 1969 |
| Брайтон энд Хоув Альбион | 2:0  | Бирмингем Сити             | 3 сентября 1969 |
| Бристоль Сити            | 0:0  | Лестер Сити                | 2 сентября 1969 |
| Карлайл Юнайтед          | 2:0  | Хаддерсфилд Таун           | 2 сентября 1969 |
| Чарльтон Атлетик         | 0:2  | Рексем                     | 2 сентября 1969 |
| Ковентри Сити            | 0:1  | Челси                      | 2 сентября 1969 |
| Кристал Пэлас            | 3:1  | Кардифф Сити               | 3 сентября 1969 |
| Дарлингтон               | 0:1  | Эвертон                    | 3 сентября 1969 |
| Фулхэм                   | 0:1  | Лидс Юнайтед               | 3 сентября 1969 |
| Хартлпул Юнайтед         | 1:3  | Дерби Каунти               | 3 сентября 1969 |
| Халл Сити                | 1:0  | Норвич Сити                | 3 сентября 1969 |
| Ипсвич Таун              | 4:0  | Колчестер Юнайтед          | 3 сентября 1969 |
| Лутон Таун               | 2:2  | Миллуолл                   | 2 сентября 1969 |
| Манчестер Юнайтед        | 1:0  | Мидлсбро                   | 3 сентября 1969 |
| Мансфилд Таун            | 2:2  | Куинз Парк Рейнджерс       | 3 сентября 1969 |
| Оксфорд Юнайтед          | 4:1  | Бери                       | 3 сентября 1969 |
| Шеффилд Юнайтед          | 2:0  | Ньюкасл Юнайтед            | 2 сентября 1969 |
| Шеффилд Уэнсдей          | 1:1  | Борнмут энд Боском Атлетик | 3 сентября 1969 |
| Шрусбери Таун            | 2:2  | Саутенд Юнайтед            | 2 сентября 1969 |
| Саутгемптон              | 1:1  | Арсенал                    | 2 сентября 1969 |
| Саутпорт                 | 0:3  | Манчестер Сити             | 3 сентября 1969 |
| Сток Сити                | 0:2  | Бернли                     | 3 сентября 1969 |
| Сандерленд               | 1:2  | Брэдфорд Сити              | 3 сентября 1969 |
| Суонси Сити              | 1:3  | Суиндон Таун               | 2 сентября 1969 |
| Транмир Роверс           | 2:1  | Торки Юнайтед              | 3 сентября 1969 |
| Уотфорд                  | 1:2  | Ливерпуль                  | 3 сентября 1969 |
| Вест Хэм Юнайтед         | 4:2  | Галифакс Таун              | 3 сентября 1969 |
| Вулверхэмптон Уондерерс  | 1:0  | Тоттенхэм Хотспур          | 3 сентября 1969 |

### Переигровки
| Хозяева                    | Счёт | Гости            | Дата             |
| -------------------------- | ---- | ---------------- | ---------------- |
| Арсенал                    | 2:0  | Саутгемптон      | 4 сентября 1969  |
| Борнмут энд Боском Атлетик | 1:0  | Шеффилд Уэнсдей  | 9 сентября 1969  |
| Лестер Сити                | 0:0  | Бристоль Сити    | 10 сентября 1969 |
| Миллуолл                   | 0:1  | Лутон Таун       | 8 сентября 1969  |
| Куинз Парк Рейнджерс       | 4:0  | Мансфилд Таун    | 9 сентября 1969  |
| Ротерем Юнайтед            | 3:3  | Болтон Уондерерс | 9 сентября 1969  |
| Саутенд Юнайтед            | 2:0  | Шрусбери Таун    | 8 сентября 1969  |

### Вторые переигровки
| Хозяева         | Счёт | Гости            | Дата             |
| --------------- | ---- | ---------------- | ---------------- |
| Лестер Сити     | 3:1  | Бристоль Сити    | 15 сентября 1969 |
| Ротерем Юнайтед | 1:0  | Болтон Уондерерс | 11 сентября 1969 |

## Третий раунд

### Матчи
| Хозяева                    | Счёт | Гости                   | Дата             |
| -------------------------- | ---- | ----------------------- | ---------------- |
| Арсенал                    | 0:0  | Эвертон                 | 24 сентября 1969 |
| Борнмут энд Боском Атлетик | 0:2  | Лестер Сити             | 24 сентября 1969 |
| Брэдфорд Сити              | 2:1  | Саутенд Юнайтед         | 24 сентября 1969 |
| Брайтон энд Хоув Альбион   | 2:3  | Вулверхэмптон Уондерерс | 24 сентября 1969 |
| Кристал Пэлас              | 2:2  | Блэкпул                 | 24 сентября 1969 |
| Карлайл Юнайтед            | 2:1  | Блэкберн Роверс         | 24 сентября 1969 |
| Дерби Каунти               | 3:1  | Халл Сити               | 24 сентября 1969 |
| Ипсвич Таун                | 1:1  | Вест Бромвич Альбион    | 24 сентября 1969 |
| Лидс Юнайтед               | 1:1  | Челси                   | 24 сентября 1969 |
| Манчестер Сити             | 3:2  | Ливерпуль               | 24 сентября 1969 |
| Манчестер Юнайтед          | 2:0  | Рексем                  | 23 сентября 1969 |
| Ноттингем Форест           | 1:0  | Вест Хэм Юнайтед        | 23 сентября 1969 |
| Оксфорд Юнайтед            | 1:0  | Суиндон Таун            | 24 сентября 1969 |
| Куинз Парк Рейнджерс       | 6:0  | Транмир Роверс          | 23 сентября 1969 |
| Ротерем Юнайтед            | 1:1  | Бернли                  | 24 сентября 1969 |
| Шеффилд Юнайтед            | 3:0  | Лутон Таун              | 23 сентября 1969 |

### Переигровки
| Хозяева              | Счёт | Гости           | Дата             |
| -------------------- | ---- | --------------- | ---------------- |
| Эвертон              | 1:0  | Арсенал         | 30 сентября 1969 |
| Блэкпул              | 0:1  | Кристал Пэлас   | 30 сентября 1969 |
| Бернли               | 2:0  | Ротерем Юнайтед | 30 сентября 1969 |
| Челси                | 2:0  | Лидс Юнайтед    | 6 октября 1969   |
| Вест Бромвич Альбион | 2:0  | Ипсвич Таун     | 30 сентября 1969 |

## Четвёртый раунд

### Матчи
| Хозяева              | Счёт | Гости                   | Дата            |
| -------------------- | ---- | ----------------------- | --------------- |
| Бернли               | 0:0  | Манчестер Юнайтед       | 14 октября 1969 |
| Кристал Пэлас        | 1:1  | Дерби Каунти            | 14 октября 1969 |
| Карлайл Юнайтед      | 1:0  | Челси                   | 14 октября 1969 |
| Лестер Сити          | 2:0  | Шеффилд Юнайтед         | 14 октября 1969 |
| Манчестер Сити       | 2:1  | Эвертон                 | 14 октября 1969 |
| Ноттингем Форест     | 0:1  | Оксфорд Юнайтед         | 14 октября 1969 |
| Куинз Парк Рейнджерс | 3:1  | Вулверхэмптон Уондерерс | 14 октября 1969 |
| Вест Бромвич Альбион | 4:0  | Брэдфорд Сити           | 14 октября 1969 |

### Переигровки
| Хозяева           | Счёт | Гости         | Дата            |
| ----------------- | ---- | ------------- | --------------- |
| Дерби Каунти      | 3:0  | Кристал Пэлас | 29 октября 1969 |
| Манчестер Юнайтед | 1:0  | Бернли        | 20 октября 1969 |

## Пятый раунд

### Матчи
| Хозяева         | Счёт | Гости                | Дата            |
| --------------- | ---- | -------------------- | --------------- |
| Дерби Каунти    | 0:0  | Манчестер Юнайтед    | 12 ноября 1969  |
| Лестер Сити     | 0:0  | Вест Бромвич Альбион | 29 октября 1969 |
| Манчестер Сити  | 3:0  | Куинз Парк Рейнджерс | 29 октября 1969 |
| Оксфорд Юнайтед | 0:0  | Карлайл Юнайтед      | 29 октября 1969 |

### Переигровки
| Хозяева              | Счёт | Гости           | Дата           |
| -------------------- | ---- | --------------- | -------------- |
| Манчестер Юнайтед    | 1:0  | Дерби Каунти    | 19 ноября 1969 |
| Карлайл Юнайтед      | 1:0  | Оксфорд Юнайтед | 4 ноября 1969  |
| Вест Бромвич Альбион | 2:1  | Лестер Сити     | 5 ноября 1969  |

## Полуфиналы

### Первые матчи
| Хозяева         | Счёт | Гости                | Дата           |
| --------------- | ---- | -------------------- | -------------- |
| Карлайл Юнайтед | 1:0  | Вест Бромвич Альбион | 19 ноября 1969 |
| Манчестер Сити  | 2:1  | Манчестер Юнайтед    | 3 декабря 1969 |

### Ответные матчи
| Хозяева              | Счёт | Гости           | Дата            | Итоговый счёт |
| -------------------- | ---- | --------------- | --------------- | ------------- |
| Манчестер Юнайтед    | 2:2  | Манчестер Сити  | 17 декабря 1969 | 3:4           |
| Вест Бромвич Альбион | 4:1  | Карлайл Юнайтед | 3 декабря 1969  | 4:2           |

## Финал
Финал прошёл на стадионе «Уэмбли» в Лондоне 7 марта 1970 года.
| Манчестер Сити | 2:1 (доп. вр.) | Вест Бромвич Альбион |
| -------------- | -------------- | -------------------- |
| Дойл · Пардо   |                | Асл                  |

| Манчестер Сити | Вест Бромвич Альбион |